# 綠色安魂曲
綠色安魂曲（日语：グリーン・レクイエム）是日本作家新井素子於1980年創作的科幻小說。1985年改拍為電影，並兩度漫畫化，為第12屆星雲賞日本短篇部門獲獎作品。1990年推出續篇《綠幻想 綠色安魂曲II》。
本作於《奇想天外》雜誌1980年9月號首度揭載，後與新井的短篇〈週に一度のお食事を〉、〈宇宙魚顛末記〉一同收錄在單行本《綠色安魂曲》。

## 故事簡介
嶋村信彥在松崎教授的研究室擔任助手，他小時候曾在鄉下遇見一個綠頭髮的神秘女孩。而綠髮女孩三沢明日香在一場火災後喪失了記憶，並且與兄姊拓、夢子隱藏自己的綠髮與奇妙能力在都市裡生活。長大後的兩人在公園中再度見面，信彥為了確認明日香就是記憶中的女孩，回到最初相遇的地點尋找線索，卻被一直監視該地的松崎教授發現。原來松崎的老師岡田教授20年前說了奇怪的話之後就失蹤了，過了八年，松崎偶然發現岡田並跟蹤他，見到了他家中有數名擁有特殊能力的綠髮小孩，松崎質問岡田卻沒得到正面回應，而隔天岡田家就因火災燒毀，岡田亦身亡，有三名小孩下落不明。為解開綠髮人的謎團，松崎長期派人監視岡田家廢墟。信彥拜託松崎不要將明日香當成實驗品，松崎假意允諾，轉頭就帶人去抓三兄妹，拓跟夢子脫身之後將此事告知信彥，信彥入侵實驗室帶明日香逃走，他們也知曉了明日香真正的來歷。

## 改編作品

### 漫畫
- 《綠色安魂曲》（1985年版，作者文月今日子，KCフレンド）[4]
- 《綠色安魂曲》（2003年版，作者春名里日，KCデザート；臺版：東立出版社少女系列）[4]

### 電影
1985年開始製作，因故遲至三年後1988年8月20日始公開上映。原作新井素子在片中客串路人。
- 工作人員[5]
  - 製片：横山和幸・山下雄大・村岸るみ
  - 製作：富岡厚司・豊田耕二
  - 導演：今関あきよし
  - 攝影：渡部眞
  - 特殊造形：原口智生　
  - 脚本：小林弘利
  - 音樂：久石讓

- 演員[5]
  - 三沢明日香：鳥居香織
  - 嶋村信彦：坂上忍
  - 三沢夢子：蜷川有紀
  - 三沢拓：鹽野谷正幸
  - 井上和子（電影版原創角色）：小林聰美
  - 岡田善一郎：岡田英次
  - 松崎貴司：佐藤慶
  - 三沢良介：北村和夫
  - 根津助手：深水三章
  - 町田老人：天本英世